# DRG 87 sorozat
A DRG 87 sorozat egy német E tengelyelrendezésű szertartályos gőzmozdony sorozat volt. 1927 és 1928 között gyártotta a O&K. Összesen 16 db készült belőle. 1951 és 1956 között az összes mozdonyt selejtezték.